# فضای آدرس

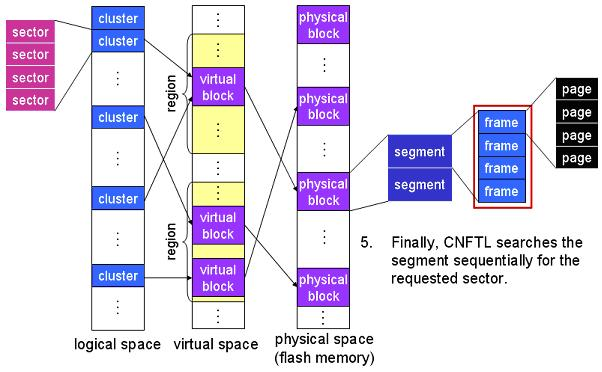
تصویرسازی تبدیل یک بلاک آدرس‌دهی منطقی به هندسه فیزیکی

در رایانش، فضای آدرس به معنی بازه‌ای از آدرس‌های مجزا است، که هر کدام ممکن است مربوط به یک میزبان شبکه، دستگاه جانبی، دیسک سکتور، خانهٔ حافظه یا هر مدخل منطقی یا فیزیکی دیگر باشد.
در هر برنامه رایانه‌ای برای ذخیره یا دستیابی به یک داده ذخیره شده، هر بخشی (به انگلیسی: datum)از داده باید آدرسی داشته باشد که بتوان مکان آن داده را پیدا کرد. تعداد فضای داده‌هایی که در دسترس است به ساختار آدرس بنیادی بستگی دارد، که معمولاً این ساختار آدرس محدود به معماری رایانه ای که در حال استفاده است می‌باشد. اغلب یک فضای آدرس در سامانه ای (به انگلیسی: system) با حافظه مجازی، مربوط به سطح بالاترین جدول ترجمه(به انگلیسی: translation table) مربوط می‌شود برای مثال می‌تواند جدول قطعه‌بندی در یک IBM System/370 باشد.
فضای آدرس‌ها برای اینکه مبهم نباشند از ترکیب مشخصه‌های که به اندازه کافی خاص هستند تشکیل شده‌اند. نحوه ای که اینکار باعث جلوگیری از ابهام می‌شود اینست که برای مکان فیزیکی یک شخص فضای آدرس می‌تواند مثل ترکیبی از مکان‌هایی مانند یک همسایه، شهر، استان، ویا کشور باشد. ممکن است بعضی از این عناصر درمورد این شخص با شخص دیگری ممکن است یکسان باشد اما تفاوت در تنها یکی از این عناصر به کلی مکان مورد را متفاوت می‌کند. برای مثال درمورد دو برج در دو شهر متفاوت اگر تنها نام خیابان را در نظر بگیریم ممکن است دو برج هردو در «خیابان سی و دوم» باشند اما اگر شهر آنها را هم در نظر بگیریم، متوجه می‌شویم که این دو برج کلا در مکان‌های متفاوتی اند.
فضای داده‌ها بر اساس ساختار ریاضیاتی ای که دارند معمولاً اجازه می‌دهند تا به نواحی مختلفی قطعه‌بندی شوند. در مبحث ریاضیاتیترتیب خطی، موقع که از فضای آدرس در آدرس‌های حافظه بحث می‌شود، این نواحی قطعه بندی به سادگی چند بازه هستند. درست مانند طراحی سلسله مراتبی نشانی‌های پستی، بعضی دامنه‌های سلسله مراتبی تودرتو به صورت درخت مرتب شده جهت دار هستند، مثلاً با سامانه نام دامنه یا ساختار دایرکتوری هستند. در اینترنت، که مرجع واگذاری اعداد در اینترنت (IANA) بازه ای از آدرس‌ها IP را به رجیسترها تخصیص می‌دهد، هر کدام از این رجیسترها می‌توانند بخش خود را در فضای آدرس اینترنت مدیریت کنند.

## مثال‌ها
کاربردهای آدرس‌ها شامل موارد زیر است:
- آدرس‌های حافظه برای حافظه اصلی، ورودی/خروجی حافظه‌نگاشتی ویا حافظه مجازی
- آدرس‌های دستگاه در یک گذرگاه توسعه
- آدرس دهی سکتور برای درایوهای دیسک
- نام پرونده‌ها در یک حجم ذخیره‌سازی خاص
- انواع آدرس‌های میزبان شبکه در شبکه‌های کامپیوتری
- مکان‌یاب منابع یکسان در اینترنت
- و غیره.